# Draposa subhadrae
Draposa subhadrae is een spinnensoort in de taxonomische indeling van de wolfspinnen (Lycosidae).
Het dier behoort tot het geslacht Draposa. De wetenschappelijke naam van de soort werd voor het eerst geldig gepubliceerd in 1993 door Patel en C. Adinarayana Reddy.